# Čerstvě natřeno
Čerstvě natřeno (2005) je debutové album české písničkářky Martiny Trchové. Obsahuje 13 autorských písní a Malou sambu o srdci, kterou složil Jan-Matěj Rak, nahraných převážně v kapelových aranžích.
Před nahráváním alba vystupovala Martina Trchová ve dvojici s Karolinou Skalníkovou. Základ k albu tvořil šestipísničkový Maxisingl z roku 2003 nahraný v podstatě v koncertních aranžích tohoto dua. Všech šest písniček z tohoto dema pak vyšlo i na Čerstvě natřeno. Výjimku z kapelových aranží alba tvoří písnička Návrat ztraceného syna, kterou nahrála Trchová sama s kytarou, a dvojice písniček Indiánská a Křížem krážem, ty jsou na albu v podstatě v obdobných aranžích, v jakých je hrála Trchová se Skalníkovou na koncertech. Po vydání alba kolem Trchové a Skalníkové nějakou dobu fungovala kapela (Ondřej Kout – bicí, Martin Mráz – basová kytara), pak se ale Trchová vrátila ke komornějšímu hraní.

## Seznam písniček
1. Tamtamy – 2:09
2. Čerstvě natřeno – 2:36
3. Odnikudnikam – 2:35
4. Jinačí znamení – 2:42
5. Indiánská – 2:56
6. Křížem krážem – 2:51
7. Malá samba o srdci – 2:10
8. Bostonský ledový čaj ve čtvrtek o páté ráno – 3:24
9. Návrat ztraceného syna – 2:34
10. Vzpoura – 2:24
11. Zrnko písku v hodinách – 3:40
12. Proboha tě prosím – 2:32
13. Chvilkový šanson – 2:45
14. A ty se ptáš... – 3:25

## Nahráli
- Martina Trchová – zpěv (1–14), akustická kytara (3, 5, 9, 10), elektrická kytara (2, 8, 11, 12)
- hosté
  - Jan-Matěj Rak – akustická kytara (2, 4, 6, 7, 8, 10, 13, 14)
  - Karolina Skalníková – příčná flétna (4, 6, 10, 11), zpěv (3, 5, 6, 11)
  - František Raba – kontrabas (1, 2, 8, 11, 12)
  - Jaroslav Kvasnička – bicí (1, 2, 11), perkuse (3, 5)
  - Mário Bihári – akordeon (3, 8, 11, 13)
  - Vlaďka Hořovská – housle (4), violy (4)
  - Vít Sázavský – violy (12), zpěv (7)
  - Boris Kubíček – saxofon (8, 13)
  - Rudolf Andrš – kontrabas (1, 3)
  - Vladislav Čížek – elektrická kytara (1)
  - Žofie Kabelková – zpěv (14)

## Aranžmá
- Vladislav Čížek (1, 10)
- Martina Trchová (1, 3, 5, 6, 9, 10, 12)
- Jan-Matěj Rak (2, 7, 10, 13, 14)
- František Raba (2, 12)
- Mário Bihári (3, 13)
- Jaroslav Kvasnička (3)
- Vít Sázavský (4, 7, 12)
- Vlaďka Hořovská (4)[1]
- Karolina Skalníková (5, 6)
- Boris Kubíček (13)
- „kouzlo okamžiku“ (8, 11)

## Klip
K písni Odnikudnikam vznikl v květnu 2005 klip pro pořad Na moll v České televizi. Účinkovala v něm Martina Trchová, Karolina Skalníková a Mário Bihári.